# Jason Momoa
Joseph Jason Namakaeha Momoa (Honolulu, 1 de agosto de 1979) é um ator, modelo, roteirista, diretor e produtor norte-americano. Filho único de pai havaiano e mãe de ascendência alemã e irlandesa, foi criado em Norwalk, Iowa, por sua mãe. Seu tio é o famoso surfista Brian Keaulana. Jason Momoa é conhecido pelos seus papéis como Jason Ioane em Baywatch Hawaii, Khal Drogo em Game of Thrones, Ronon Dex em Stargate Atlantis, o guerreiro cimério Conan, em Conan the Barbarian e o herói Aquaman no Universo Estendido DC.

## Início da vida
Filho único, Momoa nasceu em 1979 em Nānākuli, Honolulu, Havaí, de Coni (Lemke), uma fotógrafa, e Joseph Momoa, um pintor. Ele foi criado em Norwalk, Iowa, por sua mãe. Seu pai tem ascendência nativa-havaiana e sua mãe é descendente de alemães, irlandeses e nativos-americanos de origem pawnee.

## Biografia
Jason Momoa é um recém-chegado da indústria dos cinemas, cuja estrela está subindo rapidamente. Sobrinho do famoso surfista Brian L. Keaulana, nasceu em Honolulu, mas logo mudou-se para Norwalk, Iowa, onde ele foi criado por sua mãe. Ele voltou para o Havaí para cursar a faculdade e explorar suas raízes havaianas. De volta, em 1998, Momoa voltou ao Havaí, onde foi descoberto pelo designer internacional Takeo e lançou a sua carreira de modelo. Ele ganhou o Havaí Modelo do Ano de 1999, participou do desfile de moda Governor's Fashion Show e Liberty House, e organizou o concurso Miss Teen Hawaii E.U.A. de 1999.
Sendo modelo e ator, ele se juntou ao Baywatch (1999) para lançar três episódios da série. Desde Baywatch, sua carreira de modelo continuou a subir e tem desfilado para Louis Vuitton e o designer japonês Takeo. Um atleta natural, Jason gosta de rock e escalada no gelo, ciclismo de montanha, snowboard, skate long board e hóquei em patins. Ele também dedica seu tempo livre com estudos budistas. Ele também tem um amor pelas artes, cultura e espiritualidade. Se envolve em pintura pastel em Paris e em 1999 viajou para o Tibete, onde aprofundou o seu conhecimento espiritual dos ensinamentos budistas. Quando não estava no set de Baywatch ou subindo as montanhas, ou meditando para ganhar força interior, Jason podia ser encontrado apoiando muitas instituições de caridade e grupos comunitários. Ele promove a conscientização sobre a fome trabalhando para a campanha do Banco Alimentar no Havaí falando a estudantes em várias escolas. Jason acredita que é abençoado por fortes valores familiares e gosta de compartilhar suas experiências, especialmente com a juventude de hoje.
Em sua adolescência, ele se tornou o mais jovem salva-vidas na história da Costa do Golfo. Foi contratado para Simmone Mackinnon de junho de 2004 até meados de 2006.
No dia 23 de julho de 2007, a atriz Lisa Bonet deu à luz o primeiro filho do casal, uma menina, que recebeu o nome de Lola Iolani Momoa.
Em 15 de dezembro de 2008, Momoa e a atriz Lisa Bonet tiveram o seu segundo filho juntos, que recebeu o nome de Nakoa-Wolf Manakauapo Namakaeha Momoa.
Após cenas de tiroteio da quarta temporada de Stargate Atlantis terem terminado, Jason teve suas dreadlocks cortadas. O peso delas estavam causando dores de cabeça em Jason e algumas complicações nas filmagens da série. Os produtores de Stargate concordaram com a decisão de Momoa e foi planejado um episódio na quinta temporada em que Ronon Dex cortava o cabelo, mas a alteração foi rejeitada em última hora pela rede. Após o início das filmagens da temporada 5, Jason teve de esperar cerca de 2 semanas para receber uma peruca especializada.
Em 2011, foi escolhido para interpretar o papel de Conan, o bárbaro, no filme do cimério Conan, o Bárbaro, que foi dirigido por Marcus Nispel.
Também em 2011, Momoa atuou na série de televisão Game of Thrones da HBO, durante os episódios da primeira temporada de GoT, onde interpreta o personagem Khal Drogo, um poderoso guerreiro rústico do povo Dothraki do continente de Essos e que vira o primeiro marido de Daenerys Targaryen (interpretada por Emilia Clarke).
Em 2016, interpretou herói Aquaman no filme Batman v Superman: Dawn of Justice, e posteriormente no filme da Liga da Justiça e no próprio filme solo do herói intitulado de Aquaman.

## Casamento e família

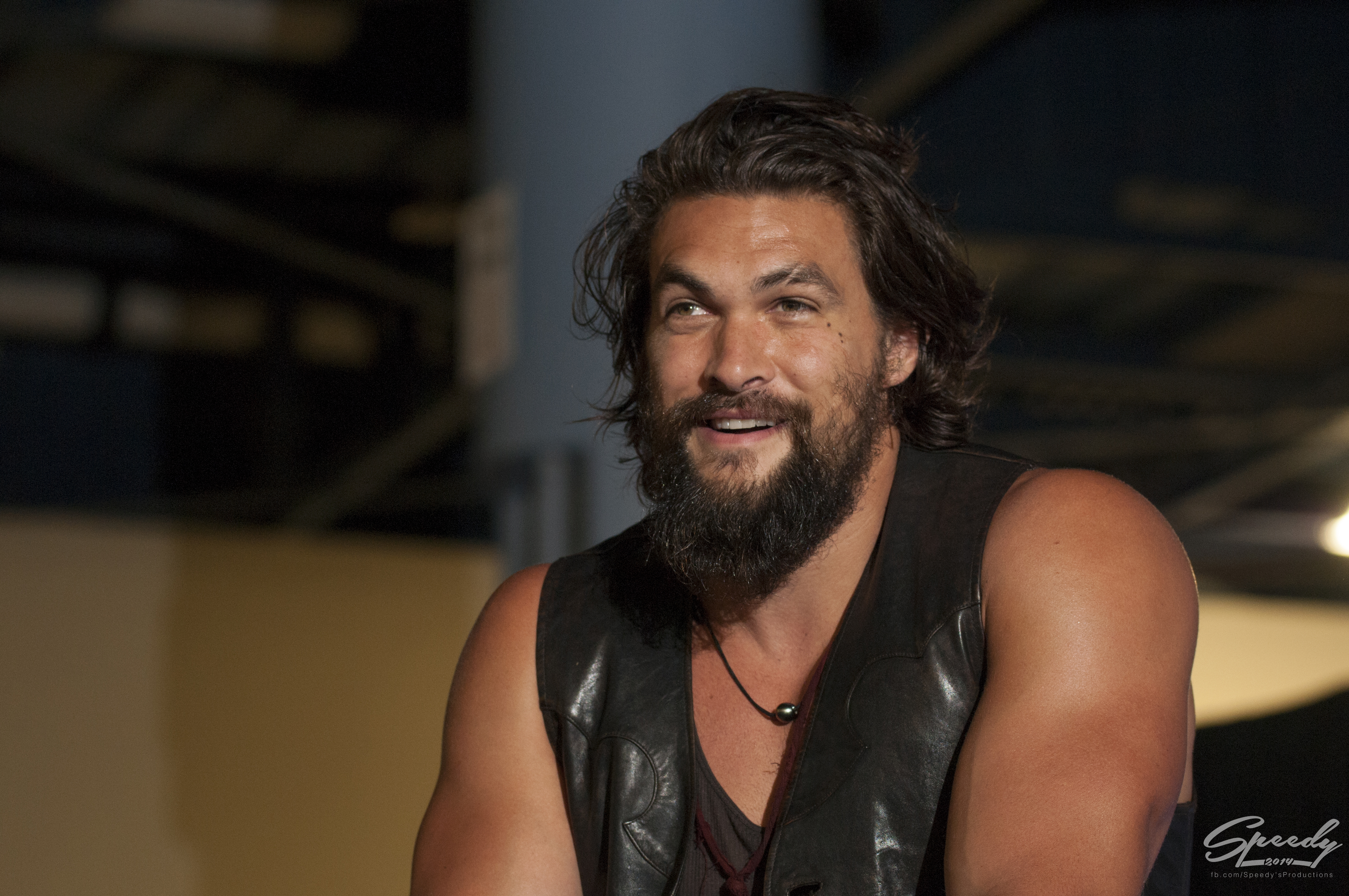
Jason em 2014.

Momoa iniciou um relacionamento com a atriz Lisa Bonet em 2005. Embora se acreditasse que Momoa e Bonet se casaram em 15 de novembro de 2007, o casal não se casou legalmente até outubro de 2017. Em julho de 2007, Bonet deu à luz sua primeira filha com Momoa. O segundo filho do casal nasceu em dezembro de 2008. Em janeiro de 2022, Momoa e Bonet anunciaram o fim de seu casamento.
Momoa aprendeu artes marciais por seu papel como Ronon Dex em Stargate Atlantis e por Conan. Em 2017, Momoa começou a praticar jiu-jitsu brasileiro. Momoa também praticou a técnica de gritar com o cantor Oli Peters, vocalista da banda técnica de metal Archspire, para uma cena de guerra na série de televisão "See" da plataforma Apple TV+.
Ele tem várias tatuagens. A tatuagem mais notável é uma meia manga no antebraço esquerdo, que é uma homenagem ao protetor da sua família paterna ou "aumakua". Ele é um fã de música heavy metal e observou que "constrói [seus] personagens com músicas de metal"; ele convidou membros do Archspire para aparecer em participações especiais no primeiro episódio da série de televisão "See" da plataforma Apple TV+.
Momoa é conhecida por ter uma estreita amizade com a atriz Emilia Clarke. Para o seu papel na série de televisão "Game of Thrones" da HBO, precisou aprender a fictícia Língua dothraki, criada por David J. Peterson.

### Cicatriz facial
Em 15 de novembro de 2008, Momoa foi golpeado na cara por um copo de cerveja quebrado por um homem durante uma briga no chamado "Birds Cafe", uma taberna localizada na cidade de Hollywood na Califórnia. Ele recebeu aproximadamente 140 pontos durante a cirurgia reconstrutiva e a cicatriz é aparente em seu trabalho posterior. O agressor foi condenado a cinco anos de prisão pelo ataque.

## Filmografia

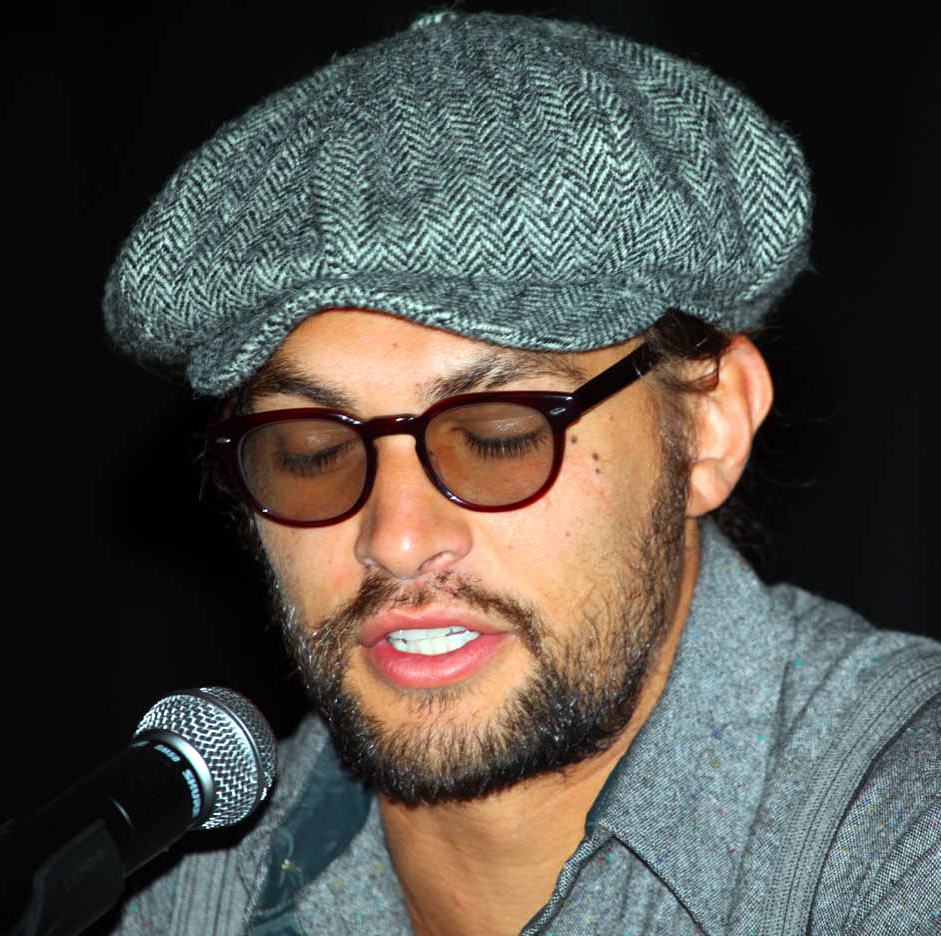
Momoa em 2011.

### Televisão
| Ano       | Título                     | Personagem             | Notas                                   |
| --------- | -------------------------- | ---------------------- | --------------------------------------- |
| 1999-2001 | Baywatch Hawaii            | Jason Ioane            | 38 episódios                            |
| 2003      | Baywatch: Hawaiian Wedding | Jason Ioane            | Telefilme                               |
| 2003      | Tempted                    | Kala                   | Telefilme                               |
| 2004-2005 | North Shore                | Frankie Seau           | 21 episódios                            |
| 2005-2009 | Stargate Atlantis          | Ronon Dex              | 73 episódios                            |
| 2009      | The Game                   | Roman                  | 4 episódios                             |
| 2011-2012 | Game of Thrones            | Khal Drogo             | 11 episódios                            |
| 2014-2015 | The Red Road               | Phillip Kopus          | 12 episódios                            |
| 2014-2015 | Drunk History              | Vários personagens     | 2 episódios                             |
| 2016-2018 | Frontier                   | Declan Harp            | 18 episódios; também produtor executivo |
| 2018      | Saturday Night Live        | Ele Mesmo              | 1 episódio                              |
| 2019      | Os Simpsons                | Ele Mesmo              | 1 episódio                              |
| 2019-2022 | See                        | Baba Voss              | 24 episódios                            |
| 2022      | Peacemaker                 | Arthur Curry / Aquaman | 1 episódio                              |

### Cinema
| Ano  | Título                                  | Personagem                          | Notas                                    |
| ---- | --------------------------------------- | ----------------------------------- | ---------------------------------------- |
| 2004 | As Férias da Família Johnson            | Navarro                             |                                          |
| 2007 | Pipeline                                | Kai                                 |                                          |
| 2011 | Conan, o Bárbaro                        | Conan da Ciméria / Conan, O Bárbaro |                                          |
| 2012 | Alvo Duplo                              | Keegan                              |                                          |
| 2014 | Road to Paloma                          | Robert Wolf                         | Também diretor, produtor e co-roteirista |
| 2014 | Debug                                   | Iam                                 |                                          |
| 2014 | Lobos                                   | Connor                              |                                          |
| 2016 | Batman vs Superman: A Origem da Justiça | Arthur Curry / Aquaman              | Participação especial                    |
| 2016 | Sugar Mountain                          | Joe Bright                          |                                          |
| 2017 | Once Upon a Time in Venice              | Aranha                              |                                          |
| 2017 | The Bad Batch                           | Homem de Miami                      |                                          |
| 2017 | Liga da Justiça                         | Arthur Curry / Aquaman              |                                          |
| 2018 | Braven                                  | Joe Braven                          | Também produtor                          |
| 2018 | Aquaman                                 | Arthur Curry / Aquaman              |                                          |
| 2019 | Uma Aventura LEGO 2                     | Arthur Curry / Aquaman              | Voz                                      |
| 2021 | Liga da Justiça de Zack Snyder          | Arthur Curry / Aquaman              |                                          |
| 2021 | Sweet Girl                              | Ray Cooper                          |                                          |
| 2021 | Duna                                    | Duncan Idaho                        |                                          |
| 2022 | Aquaman e o Reino Perdido               | Arthur Curry / Aquaman              | Também Produtor e Co-Roteirista          |
| 2022 | Slumberland                             | Flip                                |                                          |
| 2023 | Duna: Parte Dois                        | Duncan Idaho                        |                                          |
| 2023 | Fast X                                  | Dante Reyes                         |                                          |
| 2024 | The Fall Guy                            | Ele mesmo                           | Participação especial sem créditos       |
| 2025 | Um Filme Minecraft                      | Garrett "O Homem do Lixo" Garrison  | Pós-produção; também produtor            |
| 2026 | Animal Friends                          | TBA                                 | Pós-produção                             |
| 2026 | Supergirl                               | Lobo                                | Pré-produção                             |
| TBA  | In the Hand of Dante                    | TBA                                 | Pós-produção                             |
| TBA  | The Wrecking Crew                       | TBA                                 | Filmando; também produtor                |